# 海姆舒
海姆舒是奥地利施蒂利亚州莱布尼茨县的一个市镇。总面积18.52平方公里，总人口1960人，人口密度105.8人/平方公里（2005年）。